# Camp d'Aurich-Engerhafe
 (octobre 2024).
Si vous disposez d'ouvrages ou d'articles de référence ou si vous connaissez des sites web de qualité traitant du thème abordé ici, merci de compléter l'article en donnant les références utiles à sa vérifiabilité et en les liant à la section « Notes et références ».
 (octobre 2024).

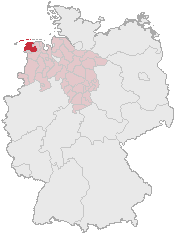
Localisation du district d'Aurich en Frise orientale.

Le camp d'Aurich-Engerhafe est une unité de travail forcé dépendant du camp de concentration de Neuengamme et établie en Frise orientale pour participer à la construction de la seconde ligne de défense du Mur de la Frise.

## Création
En octobre 1944, la SS installe à Engerhafe, district d´Aurich, en Frise orientale, un kommando extérieur du camp de concentration de Neuengamme.
À partir du 21 octobre 1944, sous la supervision du Reichsverteidigungskommissar im Wehrkreis X, deux mille prisonniers, pour la plupart polonais et néerlandais, creusent des tranchées anti-chars et édifient les fortifications du Mur de la Frise.
Chaque jour, les détenus parcourent à pied les deux kilomètres qui séparent le camp de la gare de Georgsheil où ils sont entassés dans des wagons à bestiaux. Avant l'arrivée en gare d´Aurich, ils descendent du train et traversent la ville à pied jusqu´à leurs lieux de travail. 188 déportés au moins périssent dans le camp. Ils sont inhumés au cimetière d´Engerhafe.

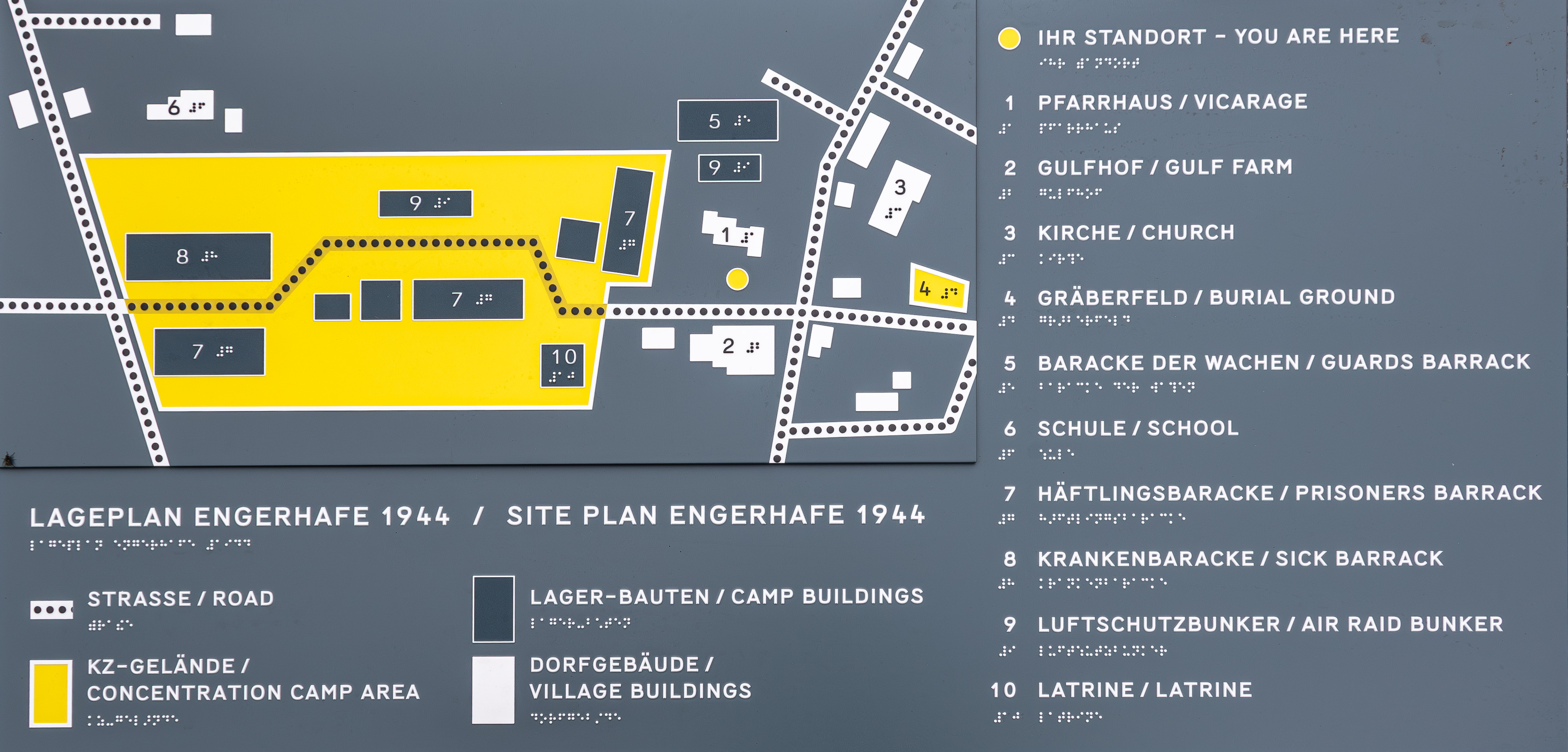
Plan du camp d'Aurich-Engerhafe.

## Évacuation
Le 22 décembre 1944, la SS évacue le camp et ramène les détenus survivants à Neuengamme.

## Mémorial

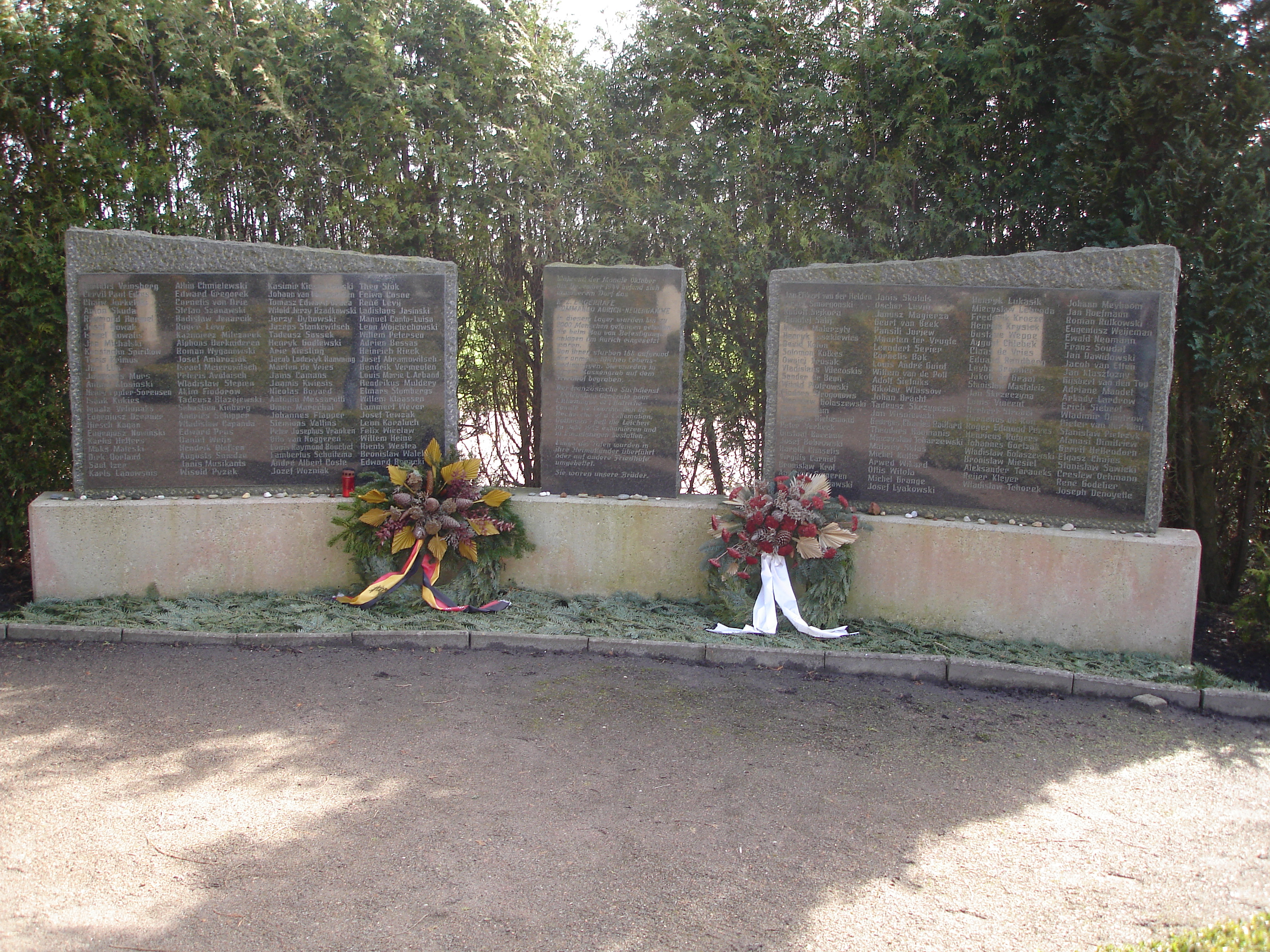
Mémorial du camp de concentration d'Engerhafe.

Dans les années 1950, un carré a été aménagé dans le cimetière d'Engerhafe, pour y enterrer 189 victimes du camp d’Engerhafe (à la suite de diverses exhumations, il ne reste que 137 tombes). En 1989-1990, une stèle commémorative portant les noms des victimes a été érigée.